# Stilobezzia pallescens
Stilobezzia pallescens är en tvåvingeart som beskrevs av Lane och Oswaldo Paulo Forattini 1958. Stilobezzia pallescens ingår i släktet Stilobezzia och familjen svidknott. Inga underarter finns listade i Catalogue of Life.